# کوئیلیندشی هارتمان
کوئیلیندشی هارتمان (هلندی: Quilindschy Hartman؛ زادهٔ ۱۴ نوامبر ۲۰۰۱) بازیکن فوتبال اهل هلند است.